# 野獣死すべし オリジナル・サウンドトラック
『「野獣死すべし」オリジナル・サウンドトラック』（やじゅうしすべしオリジナルサウンドトラック）は、1980年に公開された松田優作主演の角川映画『野獣死すべし』のサウンドトラックである。

## アルバム

### 「野獣死すべし」オリジナル・サウンドトラック（1980年版）

#### 収録曲
| #         | タイトル                     | 作詞      | 作曲                   | 編曲                   | 時間 |
| --------- | ---------------------------- | --------- | ---------------------- | ---------------------- | ---- |
| 1.        | 「野獣死すべしのテーマ」     |           | たかしまあきひこ       | たかしまあきひこ       | 4:20 |
| 2.        | 「ピアノ協奏曲第1番第1楽章」 |           | フレデリック・ショパン | フレデリック・ショパン | 6:36 |
| 3.        | 「優雅なる野獣」             |           | たかしまあきひこ       | たかしまあきひこ       | 3:02 |
| 4.        | 「ピアノ協奏曲第1番第2楽章」 |           | フレデリック・ショパン | フレデリック・ショパン | 4:24 |
| 5.        | 「凶銃ワルサーP38」          |           | たかしまあきひこ       | たかしまあきひこ       | 2:26 |
| 6.        | 「ウォーリアーズ」           |           | たかしまあきひこ       | たかしまあきひこ       | 3:18 |
| 合計時間: | 合計時間:                    | 合計時間: | 合計時間:              | 24:06                  |      |

| #         | タイトル                                 | 作詞      | 作曲                                     | 編曲                   | 時間 |
| --------- | ---------------------------------------- | --------- | ---------------------------------------- | ---------------------- | ---- |
| 7.        | 「野獣死すべしのテーマ（別バージョン）」 |           | たかしまあきひこ                         | たかしまあきひこ       | 4:20 |
| 8.        | 「蒼き海の伝説」                         |           | フレデリック・ショパン、たかしまあきひこ | たかしまあきひこ       | 4:02 |
| 9.        | 「TOKYOマシーン」                        |           | たかしまあきひこ                         | たかしまあきひこ       | 3:58 |
| 10.       | 「ピアノ協奏曲第1番第3楽章」             |           | フレデリック・ショパン                   | フレデリック・ショパン | 5:22 |
| 11.       | 「青春は屍を越えて」                     |           | たかしまあきひこ                         | たかしまあきひこ       | 4:23 |
| 合計時間: | 合計時間:                                | 合計時間: | 合計時間:                                | 22:05                  |      |

### 「野獣死すべし デジタル修復 Ultra HD」付属オリジナル・サウンド・トラック（2022年版）
2022年に発売された「野獣死すべし 4Kデジタル修復 Ultra HD」に、既発のサントラ版未収録曲を含めて、特典としてCD化された。
| #         | タイトル                             | 作詞  | 作曲・編曲 | 時間 |
| --------- | ------------------------------------ | ----- | ---------- | ---- |
| 1.        | 「視点（弦なし）」                   |       |            | 2:27 |
| 2.        | 「野獣死すべしのテーマ（Tp solo）」  |       |            | 4:20 |
| 3.        | 「マルティナータ」                   |       |            | 3:20 |
| 4.        | 「M-13（前半の長いタイプ）」         |       |            | 0:26 |
| 5.        | 「M-16（弦のみ）」                   |       |            | 1:23 |
| 6.        | 「野獣死すべしのテーマ（Vib solo）」 |       |            | 4:21 |
| 7.        | 「視点」                             |       |            | 2:27 |
| 8.        | 「視点3」                            |       |            | 2:25 |
| 9.        | 「M-22」                             |       |            | 3:21 |
| 10.       | 「TOKYOマシーン」                    |       |            | 3:59 |
| 11.       | 「狂気」                             |       |            | 1:42 |
| 12.       | 「M-25」                             |       |            | 1:47 |
| 13.       | 「君よ安らかに眠れ」                 |       |            | 4:26 |
| 合計時間: | 合計時間:                            | 36:24 |            |      |

### 「野獣死すべし」オリジナル・サウンドトラック（2023年版）
既発のサントラ収録曲に、2022年の特典CDの収録曲を加え、さらに未発表曲も追加し、全曲リマスタリングを施したステレオ、モノラル2枚組。
帯の裏には、昭和55年9月30日毎日新聞夕刊に角川書店の「大藪春彦フェア」の、昭和55年10月3日朝日新聞夕刊には映画「野獣死すべし/刑事珍道中」のそれぞれの広告が印刷されている。
ディスクユニオンで購入すると、初回特典でポストカード3点セットがついた。

#### 収録曲
| #         | タイトル                                                           | 作詞      | 作曲                   | 編曲                   | 時間 |
| --------- | ------------------------------------------------------------------ | --------- | ---------------------- | ---------------------- | ---- |
| 1.        | 「野獣死すべしのテーマ（Tp solo）」                                |           | たかしまあきひこ       | たかしまあきひこ       | 4:20 |
| 2.        | 「ピアノ協奏曲第1番第1楽章」                                       |           | フレデリック・ショパン | フレデリック・ショパン | 6:36 |
| 3.        | 「優雅なる野獣」                                                   |           | たかしまあきひこ       | たかしまあきひこ       | 3:02 |
| 4.        | 「ピアノ協奏曲第1番第2楽章」                                       |           | フレデリック・ショパン | フレデリック・ショパン | 4:24 |
| 5.        | 「凶銃ワルサーP38」                                                |           | たかしまあきひこ       | たかしまあきひこ       | 2:26 |
| 6.        | 「ウォーリアーズ」                                                 |           | たかしまあきひこ       | たかしまあきひこ       | 3:18 |
| 7.        | 「野獣死すべしのテーマ（Vib solo）」                               |           | たかしまあきひこ       | たかしまあきひこ       | 4:19 |
| 8.        | 「蒼き海の伝説」                                                   |           | たかしまあきひこ       | たかしまあきひこ       | 4:02 |
| 9.        | 「TOKYOマシーン」                                                  |           | たかしまあきひこ       | たかしまあきひこ       | 3:56 |
| 10.       | 「ピアノ協奏曲 第1番第3楽章」                                      |           | たかしまあきひこ       | たかしまあきひこ       | 5:20 |
| 11.       | 「青春は屍を越えて」                                               |           | たかしまあきひこ       | たかしまあきひこ       | 4:26 |
| 12.       | 「野獣死すべしのテーマ（ディスコバージョン）」(ボーナス・トラック) |           | たかしまあきひこ       | たかしまあきひこ       | 3:18 |
| 13.       | 「狂気」(ボーナス・トラック)                                       |           | たかしまあきひこ       | たかしまあきひこ       | 2:42 |
| 合計時間: | 合計時間:                                                          | 合計時間: | 合計時間:              | 52:09                  |      |

| 全作曲・編曲: たかしまあきひこ。 |                                                                              |       |                  |      |
| #                                | タイトル                                                                     | 作詞  | 作曲・編曲       | 時間 |
| 1.                               | 「イントロダクション（凶銃ワルサーP38/視点(弦なし)）」                       |       | たかしまあきひこ | 2:28 |
| 2.                               | 「メインタイトル（野獣死すべしのテーマ/テーマTp solo）」                     |       | たかしまあきひこ | 4:21 |
| 3.                               | 「マルティナータ」                                                           |       | たかしまあきひこ | 3:21 |
| 4.                               | 「伊達と真田（M13 前半の長いタイプ）」                                       |       | たかしまあきひこ | 0:27 |
| 5.                               | 「決行の日に（M16の弦のみ）」                                                |       | たかしまあきひこ | 1:23 |
| 6.                               | 「非常の標的（野獣死すべしのテーマVib solo）」                               |       | たかしまあきひこ | 4:21 |
| 7.                               | 「非常警戒（凶銃ワルサーP38/視点）」                                         |       | たかしまあきひこ | 2:28 |
| 8.                               | 「戦場の伊達（凶銃ワルサーP38/視点3）」                                      |       | たかしまあきひこ | 2:26 |
| 9.                               | 「リップ・ヴァン・ウィンクルの挿話（M22）」                                  |       | たかしまあきひこ | 3:22 |
| 10.                              | 「TOKYOマシーン」                                                            |       | たかしまあきひこ | 3:59 |
| 11.                              | 「脱出」                                                                     |       | たかしまあきひこ | 1:43 |
| 12.                              | 「錯乱（M25）」                                                              |       | たかしまあきひこ | 1:47 |
| 13.                              | 「青春は屍を越えて」                                                         |       | たかしまあきひこ | 4:30 |
| 14.                              | 「M13」(映画用テイク 未使用曲／ボーナス・トラック)                           |       | たかしまあきひこ | 0:22 |
| 15.                              | 「M13 別タイプ（長いほう）」(映画用テイク 未使用曲／ボーナス・トラック)      |       | たかしまあきひこ | 0:32 |
| 16.                              | 「M21」(映画用テイク 未使用曲／ボーナス・トラック)                           |       | たかしまあきひこ | 1:20 |
| 17.                              | 「テーマのイントロのみ」(映画用テイク 未使用曲／ボーナス・トラック)          |       | たかしまあきひこ | 0:23 |
| 18.                              | 「テーマ ディスコのイントロのみ」(映画用テイク 未使用曲／ボーナス・トラック) |       | たかしまあきひこ | 0:17 |
| 19.                              | 「嘆きのセレナータ」(映画用テイク 未使用曲／ボーナス・トラック)              |       | たかしまあきひこ | 1:56 |
| 合計時間:                        | 合計時間:                                                                    | 41:26 |                  |      |

#### 収録曲解説
「野獣死すべし」オリジナル・サウンドトラック（2023年）版のライナーノーツより。
DISC1
1. 野獣死すべしのテーマ（トランペット・バージョン）
  - 本作のメインテーマ。作曲者いわく「主人公である野獣へのレクイエムとして作曲したもの」。弦の不穏な響きを前奏とし、テーマのメロディに入ってからは「フランス風ジャズ」（これも作曲者の弁）的なムーディなアレンジが施されている。
2. ピアノ協奏曲第1番第1楽章
  - 伊達と華田令子の席が隣り合わせとなるコンサートの場面で演奏された。
3. 優雅なる野獣
  - 現金強奪を計画する伊達が、東洋銀行日本橋支店を下見に訪れた際に店内でBGMとして流れていた曲。原題は「おとこ友達」。
4. ピアノ協奏曲第1番第2楽章
5. 凶銃ワルサーP38
  - コンチェルト第3楽章冒頭の動機を下敷きにしたサスペンス曲。原題は「歩き」で、次に「視点」に改題され、「凶銃ワルサーP38」となった。
6. ウォーリアーズ
  - 伊達を追って東北行きの列車に乗った柏木刑事。彼が持つ買ったばかりのトランジスタラジオから流れる現実の音楽。仮題は「Disco In Yokosuka」。
7. 野獣死すべしのテーマ（ビブラフォン・バージョン）
  - 原題は「れくいえむ」。ビブラフォン奏者のクレジットはないが、荒川バンドのアルバムに参加した出口辰治ではなかろうか。
8. 蒼き海の伝説
  - ショパンのコンチェルトをイージー・リスニング調にアレンジしたナンバーで、原題は「ショパンの想い出」。
  - 東洋銀行の行内BGMとして使用。銀行の警備体制と通報から警察が到着するまでの時間を探る目的に伊達が宝石商を呼び出した場面、そして銀行襲撃当日の場面である。
9. TOKYOマシーン
  - 「凶銃ワルサーP38」と同じくコンチェルト第3楽章冒頭の動機を下敷きにした事件勃発、逃走と追跡の音楽。
10. ピアノ協奏曲第1番第3楽章
  - 映画ではラストシーンの直前に挿入されるコンサート会場の場面で演奏された。「凶銃ワルサーP38」「TOKYOマシーン」に引用された序奏の後、ポーランド民族舞踊「クラコヴィアク」をもとにしたロンドとなり、オーケストラとピアノが華やかに掛け合いクライマックスへ向かっていく。
11. 青春は屍を越えて
  - ラストシーンに流れた、弦を中心とした静謐な響きで緩やかに奏でられるメインテーマ。原題は「君よ安らかに眠れ」。
12. 野獣死すべしのテーマ（ディスコ・バージョン）
13. 狂気
  - 無機質な弦の響きの狭間を空虚感にある電子音（テーマの断片）が漂う。徐々に異常をきたしていく伊達の精神状態を表現した曲。

### 「野獣死すべし」オリジナル・サウンドトラック（2024年版）
1980年版に対して、2023年9月に発売された完全版CDからのボーナス・トラックを2曲追加。
ディスクユニオンで購入すると、初回特典でポストカード3点セットがついた。

#### 収録曲
| #         | タイトル                     | 作詞      | 作曲                   | 編曲                   | 時間 |
| --------- | ---------------------------- | --------- | ---------------------- | ---------------------- | ---- |
| 1.        | 「野獣死すべしのテーマ」     |           | たかしまあきひこ       | たかしまあきひこ       | 4:20 |
| 2.        | 「ピアノ協奏曲第1番第1楽章」 |           | フレデリック・ショパン | フレデリック・ショパン | 6:36 |
| 3.        | 「優雅なる野獣」             |           | たかしまあきひこ       | たかしまあきひこ       | 3:02 |
| 4.        | 「ピアノ協奏曲第1番第2楽章」 |           | フレデリック・ショパン | フレデリック・ショパン | 4:24 |
| 5.        | 「凶銃ワルサーP38」          |           | たかしまあきひこ       | たかしまあきひこ       | 2:26 |
| 6.        | 「ウォーリアーズ」           |           | たかしまあきひこ       | たかしまあきひこ       | 3:18 |
| 7.        | 「狂気」                     |           | たかしまあきひこ       | たかしまあきひこ       | 2:42 |
| 合計時間: | 合計時間:                    | 合計時間: | 合計時間:              | 26:48                  |      |

| #         | タイトル                                       | 作詞      | 作曲                                     | 編曲                   | 時間 |
| --------- | ---------------------------------------------- | --------- | ---------------------------------------- | ---------------------- | ---- |
| 8.        | 「野獣死すべしのテーマ（別バージョン）」       |           | たかしまあきひこ                         | たかしまあきひこ       | 4:20 |
| 9.        | 「蒼き海の伝説」                               |           | フレデリック・ショパン、たかしまあきひこ | たかしまあきひこ       | 4:02 |
| 10.       | 「TOKYOマシーン」                              |           | たかしまあきひこ                         | たかしまあきひこ       | 3:58 |
| 11.       | 「ピアノ協奏曲第1番第3楽章」                   |           | フレデリック・ショパン                   | フレデリック・ショパン | 5:22 |
| 12.       | 「青春は屍を越えて」                           |           | たかしまあきひこ                         | たかしまあきひこ       | 4:23 |
| 13.       | 「野獣死すべしのテーマ（ディスコバージョン）」 |           | たかしまあきひこ                         | たかしまあきひこ       | 3:18 |
| 合計時間: | 合計時間:                                      | 合計時間: | 合計時間:                                | 25:23                  |      |

## レコーディング・スタッフ

### 演奏
- 岡野等：トランペット
- 荒川バンド
- 花房晴美：ピアノ
- 東京交響楽団

### スタッフ
- 製作総指揮：角川春樹
- プロデューサー：大塚一枝、高桑忠男（東映）
- コ・プロデユーサー：柳生稔（日本コロムビア）、上野勉（日本コロムビア）
- ディレクター：鈴木清司
- ミキサー：大河原克夫

## 発売履歴
| 発売日         | レーベル       | 規格 | 規格品番   | 備考                                               |
| -------------- | -------------- | ---- | ---------- | -------------------------------------------------- |
| 1980年9月1日   | 日本コロムビア | LP   | AX-7286-AX |                                                    |
| 1996年10月19日 | 日本コロムビア | CD   | COCA-13816 | 「SOUND TRACK LIBRARY」シリーズ                    |
| 2022年9月20日  | KADOKAWA       | CD   | DAXA-5876  | 「野獣死すべし デジタル修復 Ultra HD」付属CD       |
| 2023年9月20日  | CINEMA-KAN     | CD   | CINK-156   | デジタルリマスター版、ジャケットが小林麻美との並び |
| 2024年12月4日  | CINEMA-KAN     | LP   | CINK-163   |                                                    |

## シングル

### 収録曲

#### SIDE A
1. 野獣死すべしのテーマ  –  (4:14)

#### SIDE B
1. TOKYOマシーン  –  (3:53)

### 収録アルバム
- 「野獣死すべし オリジナル・サウンドトラック」
- 「スーパー・ガン」（1980年10月25日、日本コロムビア、GX-7034-AX） –  「野獣死すべしのテーマ」短縮版・フルサイズ版収録。
- 「ハードボイルド」 / 荒川バンド feat. 岡野等（1981年1月、日本コロムビア、YF-7009-ND） –  「野獣死すべしのテーマ（「ハードボイルド」バージョン）」収録。
- 「角川映画スペシャル」（1985年7月20日、東芝EMI、LP:WTP-90335、CD:CA32-1144） –  「野獣死すべしのテーマ」収録。
- 「角川映画メモリアル」（1985年、日本コロムビア、LP:AX-7432、1995年4月1日、日本コロムビア、CD:COCA-12496） –  「野獣死すべしのテーマ」収録。
- 「40周年記念コンピレーション ザ・角川映画スペシャル」（2016年6月15日、ユニバーサルミュージック、UPCY-7141/2） –  「野獣死すべしのテーマ（別バージョン）」収録。